# Langadai
Langadai – wieś (desa) w kecamatanie Kelumpang Hilir, w kabupatenie Kotabaru w prowincji Borneo Południowe w Indonezji.
Miejscowość ta leży we wschodniej części kecamatanu, nad Cieśniną Makasarską.